# Commissione Kahan
La Commissione Kahan (ועדת כהן), formalmente nota come Commissione d'inchiesta sugli eventi dei campi profughi a Beirut, fu istituita dal governo israeliano il 28 settembre 1982 per investigare sul massacro di Sabra e Shatila (16 settembre-18 settembre 1982). 

## Composizione
La Commissione Kahan fu presieduta dal Presidente della Corte Suprema, Yitzhak Kahan. Gli altri due membri furono i giudici della Corte Suprema Barak e il maggior generale (riserva) Yona Efrat. 

## Mandato
La Commissione fu istituita per chiarire gli eventuali coinvolgimenti d'Israele nei massacri anzidetti, mediante un'inchiesta su:
[A]ll the facts and factors connected with the atrocity carried out by a unit of the Lebanese Forces against the civilian population in the Shatilla and Sabra camps. (Tutti i fatti e i fattori connessi alle atrocità compiute da un'unità delle Forze Libanesi contro la popolazione civile dei campi di Sabra e di Shatila)

## Conclusioni
A seguito delle sue investigazioni, l'8 febbraio 1983, la Commissione Kahan presentò la sua relazione finale. Essa giunse alla conclusione che vi era stata una diretta responsabilità dei Falangisti condotti da Fadi Frem, precedentemente comandati da Bashir Gemayel. Le forze armate israeliane furono giudicate indirettamente responsabili. Il ministro della Difesa, Ariel Sharon, fu ritenuto personalmente responsabile. La negligenza di Sharon (ma non la sua complicità, sottolineò la Commissione) consistette nel suo mancato assolvimento dei doveri che la carica di ministro della Difesa comporta, e fu raccomandato che Sharon fosse dimesso dalla carica di ministro della Difesa: cosa che si realizzò, pur essendogli comunque assegnato dal Primo Ministro un ministero senza portafoglio.
La Commissione giunse a una conclusione simile anche per quanto riguardava il capo di Stato Maggiore della difesa, il Tenente generale Rafael Eitan (equivalente al mancato assolvimento di un dovere che gli incombeva nella sua qualità di capo di Stato Maggiore), e del pari questo fu asserito per il direttore della Military Intelligence, il Maggior generale Yehoshua Saguy e per altri ufficiali dei servizi segreti, nonché per il gen. Amos Yaron, comandante delle forze israeliane nella regione di Beirut (trasferito all'Ufficio degli effettivi presso lo Stato Maggiore). Il Mossad non fu fatto direttamente oggetto di addebiti ma parti del rapporto che commentavano il suo ruolo nelle vicende furono, e rimangono, militarmente secretati.

## Critiche
Com'era logico, alcune critiche furono avanzate quanto alle limitate competenze d'indagine della Commissione e alla discreta opera censoria imposta nei suoi riguardi. Tuttavia i componenti della Commissione riuscirono ad esprimersi abbastanza compiutamente nelle loro conclusioni e reclamarono la loro piena integrità morale e giuridica, come risulta nel paragrafo conclusivo della relazione: "Non ci illudiamo che i risultati della presente inchiesta possano convincere o soddisfare quanti nutrono pregiudizi o abbiano una coscienza selettiva, ma questa indagine non è stata aperta per una qualche persona. Non abbiamo risparmiato alcuno sforzo per giungere alla verità e speriamo che ogni persona di buona volontà che vorrà esaminare gli atti senza prevenzioni si convincerà che l'inchiesta è stata condotta senza alcun pregiudizio".